# Eskilstunaån
Eskilstunaån (Sông Eskilstuna) là một con sông ở Thụy Điển, dài 32 km, chảy qua Eskilstuna, Thụy Điển. Sông cấp nước cho hồ Hjälmaren vào hồ Mälaren.